# كارمن شماس
كارمن قديح شماس (16 يوليو-)
عالمة فلك لبنانية

## حياتها
ولدت في بيروت ، ودرست علم الفلك في الجامعة الأمريكية في بيروت وبعد تخرجها
عام 1986 سافرت مع زوجها إلى أميركا الجنوبية،حيث عاشت في كولومبيا فترة طويلة، تدربت على يد الأساتذة في علم الفلك، وإفتتحت مكتباً لتقدم استشارات في الطالع 

### حياتها الأسرية
تزوجت من رجل لبناني يعمل مهندس كمبيوتر ورزقت منه بابنة وحيدة 

## مشوارها المهني
عام 1999 عادت إلى بيروت لتكون انطلاقتها عبر تلفزيون المستقبل في برنامج عالم الصباح
من خلال فقرة كارمن و الأبراج و إذاعة الشرق، كما تكتب في صفحة الأبراج في مجلة قمر وجريدة النهار ،حققت شهرة وانتشارا عربياً ويعتبر كتابها من أكثر الكتب مبيعاً سنويا.
في مارس 2001 اختيرت لكتون من أكثر 100 شخصية غيرت لبنان في جريدة L’Express International،كما قامت بإجراء مقابلات مع صحف عالمية مثل نيويورك تايمز  وهي عضو في «اتحاد علماء الفلك الأميركيين»

### أبرز توقعاتها
احتلت عناوين الصحف عندما توقعت حدوث حدث سيئ في 14 فبراير 2005 وشهد حينها حادثة اغتيال الرئيس رفيق الحريري